# Le devin du village

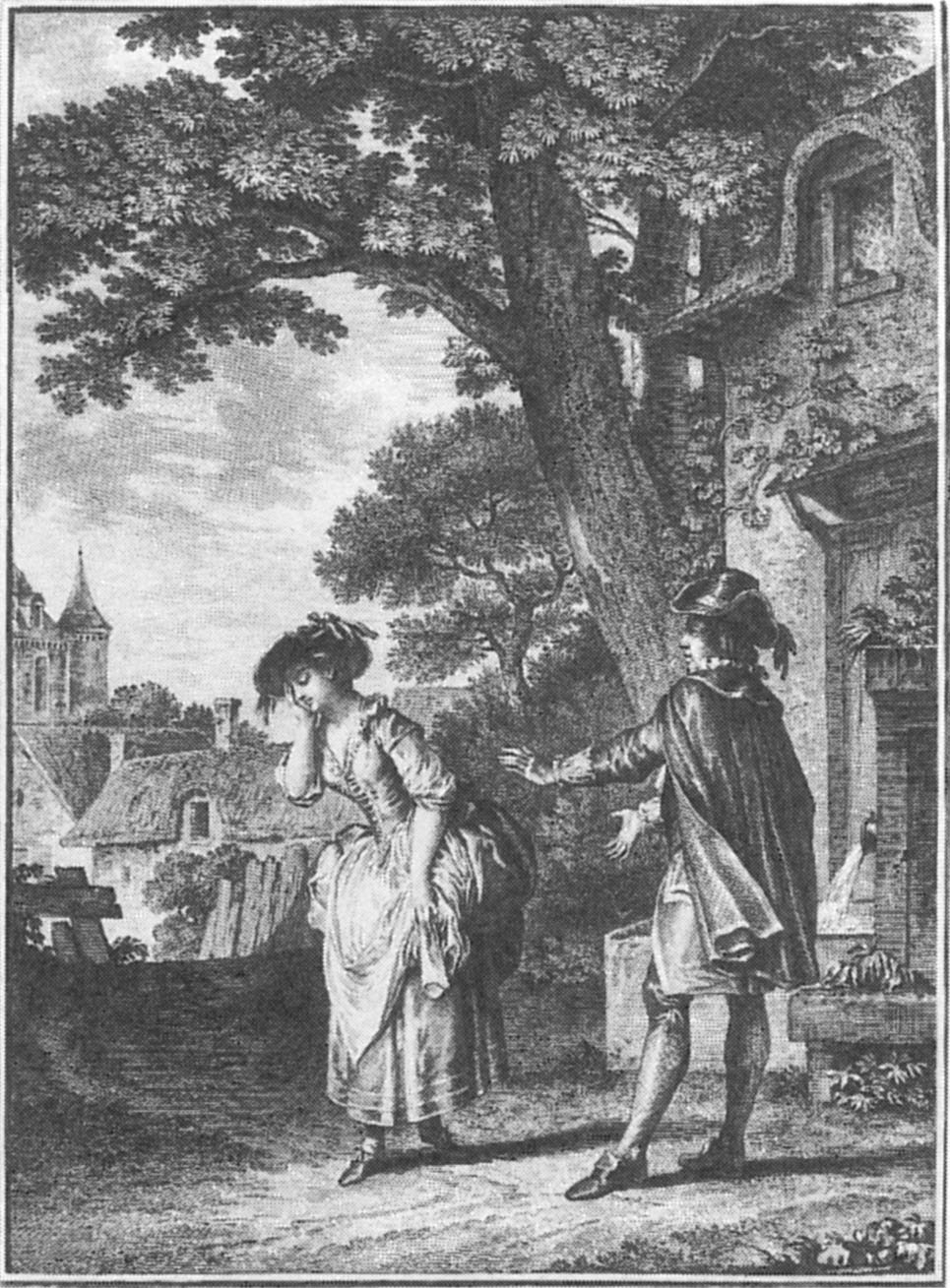
Scène uit Le devin du village door Jean-Michel Moreau

Le devin du village is een intermezzo, een opera van één akte gecomponeerd door Jean-Jacques Rousseau, die ook het libretto schreef.

## Beschrijving
Le devin du village werd voor het eerst opgevoerd voor het hof te Fontainebleau op 18 oktober 1752 en in de Opéra te Parijs op 1 maart 1753. Koning Lodewijk de vijftiende hield veel van dit werk en bood Rousseau hiervoor een levenslang pensioen aan, maar deze weigerde. De opera kende veel succes en bracht Rousseau veel rijkdom en bekendheid. Het stuk werd ook opgevoerd tijdens het huwelijk van de toekomstige Lodewijk de zestiende en Marie Antoinette.
Charles Burney maakte een Engelse vertaling van Le devin du village, The cunning man, die werd opgevoerd in Londen in 1762. Rousseau's werk werd door de dan 12-jarige Mozart geparodieerd in het singspiel Bastien und Bastienne.
Projet concernant de nouveaux signes pour la musique · Dissertation sur la musique moderne  · Discours sur les sciences et les arts · Discours sur la vertu du héros · Le devin du village · Narcisse ou l'Amant de lui-même · Discours sur l'origine et les fondements de l'inégalité parmi les hommes · Examen de deux principes avancés par M. Rameau · Jugement du Projet de paix perpétuelle de Monsieur l'Abbé de Saint-Pierre · Lettres morales, écrites entre 1757 et 1758, publication posthume en 1888 · Lettre sur la providence · J.-J. Rousseau, Citoyen de Genève, à M. d'Alembert sur les spectacles · Julie, ou la nouvelle Héloïse · Émile, ou De l'éducation, dans lequel est inclus La profession de foi du vicaire savoyard au livre IV · Du contrat social · Lettres écrites de la montagne · Lettres sur la législation de la Corse · Considérations sur le gouvernement de Pologne · Pygmalion · Essai sur l'origine des langues · Projet de constitution pour la Corse · Edictionnaire de musique · Les Confessions · Dialogues, Rousseau juge de Jean-Jacques · Les Rêveries du promeneur solitaire · Émile et Sophie, ou les Solitaires